# S&P 500
S&P 500 (рус. Эс энд Пи 500) — фондовый индекс, в корзину которого включено 503 акции 500 избранных торгуемых на фондовых биржах США публичных компаний, имеющих наибольшую капитализацию. Список принадлежит компании Standard & Poor’s и ею же составляется. Индекс публикуется с 4 марта 1957 года. В качестве базового периода для расчёта взяты 1941—1943 гг., базовое значение — 10.

## Об индексе
Акции всех компаний из списка S&P 500 торгуются на самых крупных американских фондовых биржах, таких как Нью-Йоркская фондовая биржа и NASDAQ. Значение индекса S&P 500 отражает их суммарную капитализацию (с 2006 года с поправкой на free-float). Так как вес каждой компании в индексе пропорционален её капитализации (точнее — free-float), индекс является взвешенным по капитализации (точнее — по free-float). Индекс S&P 500 конкурирует по популярности с Промышленным индексом Доу Джонса и заслуженно называется барометром американской экономики.
Список предприятий, входящих в S&P 500 — не то же самое, что и список крупнейших компаний США, так как в него не попадают компании, находящиеся в частном владении, и компании, акции которых обладают недостаточной ликвидностью, то есть не достигают минимального объёма торгов в 250 000 акций за месяц до оценки. Кроме того, при составлении списка авторы пытаются наиболее полно представить различные отрасли американской экономики.
Исторические значения индекса доступны, к примеру, на странице Yahoo Finance.

## Исторические максимумы
| Тип                  | Дата          | Значение |
| -------------------- | ------------- | -------- |
| Предыдущий локальный | 4 января 2022 | 4818,62  |

В феврале 2024 г. S&P 500 впервые в истории закрылся выше 5000 пунктов, благодаря техногигантам.

## Торгуемые инструменты, базирующиеся на S&P 500
С 1982 года на Чикагской товарной бирже торгуется расчётный фьючерс, базовым активом которого является индекс S&P 500. Стандартный размер контракта составляет $250 x S&P 500, тикер SP. Торгуются и мини-фьючерсы размером $50 x S&P 500, тикер ES.
В 1993 был создан Торгуемый на бирже NYSE фонд SPDR S&P 500, под тикером SPY, который с высокой точностью повторяет динамику S&P 500. Он пользуется популярностью среди фондовых игроков, и на конец 2013 года SPY является одним из самых ликвидных инструментов фондового рынка.

## Связанные индексы
- Капитализация: S&P 500 представляет компании высокой капитализации. В семейство индексов рынка США, рассчитываемых компанией Standard & Poor’s, входят также S&P MidCap 400 и S&P SmallCap 600 — компании средней и низкой капитализации, соответственно; вместе образуют S&P 1500.
- Отраслевые индексы: рассчитывается семейство отраслевых индексов на основе разбивки ценных бумаг входящих в S&P 500 по Глобальному стандарту классификации отраслей. Таким образом рассчитываются S&P 500 индексы 11 секторов, 24 отраслевых групп, 67 отраслей и 156 подотраслей.
- Дивиденды: S&P 500 является ценовым индексом, в доходности которого не учитываются обычные дивиденды. Существуют варианты, учитывающие дивиденды: S&P Total Return — индекс суммарной доходности, реинвестирующий дивиденды в индекс, а также S&P 500 Net Total Return — индекс чистой суммарной доходности, инвестирующий дивиденды за вычетом налогов.
- Взвешивание: S&P 500 является индексом взвешенным по свободной капитализации (float weighted). Чикагская товарная биржа рассчитывает равновзвешенный индекс S&P 500 Equal Weighted.